# Micromus mirimaculatus
Micromus mirimaculatus là một loài côn trùng trong họ Hemerobiidae thuộc bộ Neuroptera. Loài này được C.-k. Yang et al. miêu tả năm 1995.